# Coxicerberus
Coxicerberus is een geslacht van pissebedden uit de familie Microcerberidae. De wetenschappelijke naam van de soort is voor het eerst geldig gepubliceerd in 1995 door J. W. Wägele, N. J. Voelz en J. Vaun McArthur.
Deze auteurs richtten dit nieuwe geslacht op voor een aantal soorten die eerder in het geslacht Microcerberus was ingedeeld. De soorten in Coxicerberus onderscheiden zich  door een meer geëvolueerde morfologie van de primitieve zoetwatersoorten in Microcerberus sensu stricto (een monofyletische groep die ouder moet zijn dan de Atlantische Oceaan, omdat ze zowel in Noord-Amerika als Europa voorkomt, wat waarschijnlijk door continentale drift is te verklaren). Een van de verschillen betreft de coxae van de pereopoden 2 tot 4, die in Coxicerberus geëvolueerd zijn tot min of meer puntige plaatjes, die vergroeid zijn met de rugplaatjes of tergieten.
Coxicerberus leven aan de kust in zandstranden. De typesoort, Microcerberus mirabilis is een veel voorkomende soort in de Caraïben.